# Majasaari (ö i Södra Savolax, Nyslott, lat 61,99, long 29,30)
Majasaari är en ö i Finland. Den ligger i sjön Puruvesi och i kommunen Nyslott i  landskapet Södra Savolax, i den sydöstra delen av landet, 300 km nordost om huvudstaden Helsingfors. Öns area är 9,9 hektar och dess största längd är 0,8 kilometer i öst-västlig riktning.